# La eternidad y un día (novela)
La eternidad y un día (título original en Inglés: Fallen In Love) Es una novela/anexo de ángeles caídos que se desprende de la historia de Oscuros, publicado el 24 de enero de 2012. Escrita por la autora estadounidense Lauren Kate. Este libro es una novela juvenil de fantasía ficción que toma fuera de las características más notables de su obra más exitosa "Oscuros", la autora toma algunos personajes y escribe más a fondo acerca de ellos, especialmente de los protagonistas, Lucinda Price y Daniel Grigori, y fue inspirada para sus fanes al escribirla. Se establece durante la fiesta más romántica, el Día de San Valentín.
La historia narra el amor eterno, el desamor, el prohibido y el inesperado de cuatro parejas en el libro. Cada historia es narrada por el personaje principal en su respectivo capítulo. 

## Personajes
- Lucinda (Luce) Price

Luce es el personaje principal de la saga. Su historia empieza en el Día de San Valentín, con Daniel, ellos pasan una noche juntos en un carnaval.
- Daniel Grigori

El personaje principal masculino y alma gemela de Luce. Son una pareja y pasan el Día de San Valentín juntos. Su historia se define cómo "Eterno", y es el principal.
- Cameron (Cam) Briel

Él es un ángel caído, pero no tiene un papel muy importante en este libro.
- Arriane Alter

Otro ángel caído. Su historia de amor se define como "Prohibido, un amor tan intenso que quema", es el más trágico del libro. En la historia se muestra la causa de la cicatriz de Arriane en su cuello. En libro también se dice que Arriane tenía una amante femenina, lo que la hace una lesbiana. Pero esto no se menciona en ningún otro libro.
- Gabrielle (Gabbe) Givens

Ella es un ángel caído del lado de Dios, pero en este libro sólo aparece en la historia de Arriane y en algunas otras páginas.
- Roland Sparks

Un demonio que esta del lado de Lucifer, su historia se define cómo "No correspondido", y es triste. Su historia narra sobre encontrar y perder el amor.
- Miles Fisher

Él es un nephilim, asiste a la escuela de gran prestigio llamada Escuela de la costa en el condado de Shoreline en California, en este libro, Miles encuentra el amor donde menos lo espera.
- Shelby

Una nephilim, ella vive en Los Ángeles, California, al igual que Miles asiste a la escuela de elite llamada Escuela de la costa en el condado de Shoreline, comparte una historia de amor con Miles en el libro.
- Rosaline

Ella es el amor platónico de Roland y la co-protagonista de su historia de amor. Ella no se menciona en ningún otro libro.
- Tessriel

También conocida cómo Tess, ella es amante de Arriane. Ella es uno de los demonios más cercanos a Lucifer, en el libro, trata de acercar Arriane al lado de Lucifer para que puedan estar verdaderamente juntas. Arriane se niega, por lo que se separan. Más tarde, Arriane encuentra a Tess intentando suicidarse. La trágica historia termina con Arriane volando lejos del demonio al que ella amaba. Esta historia explica la cicatriz de Arriane y también aclara que ella es lesbiana, y que no está interesada en Roland.

## Otros libros de Lauren Kate
Saga Oscuros
- Oscuros
- El poder de las sombras
- La trampa del amor
- La primera maldición
- El retorno de los caídos (Novela).

Serie La última lágrima
- La última lágrima
- La última lágrima: Atlántida

Primer libro de Lauren Kate
- La traición de Natalie Hargrove